# Louis Noverraz
Louis Noverraz (ur. 10 maja 1902 w Cully, zm. 15 maja 1972 w Genewie) – szwajcarski żeglarz, czterokrotny olimpijczyk, zdobywca srebrnego medalu w regatach na letnich igrzyskach olimpijskich w 1968 roku w Meksyku, mistrz świata i mistrz Europy.
Czterokrotnie startował w igrzyskach olimpijskich, w swym ostatnim występie zdobywając srebro, w debiucie natomiast jego załoga została zdyskwalifikowana, gdyż nie spełniał warunku bycia amatorem. Zdobywał tytuły mistrza świata (1961), mistrza Europy (1953, 1958), a w latach 1953–1956 triumfował w One Ton Cup. Uprawiał także sporty motorowe, tenis ziemny i bilarda.

## Występy na igrzyskach olimpijskich
- Berlin 1936 – klasa 6 metrów – dyskwalifikacja – Ylliam II (Alexandre Gelbert, Frédéric Firmenich, Georges Firmenich, André Firmenich)
- Londyn 1948 – klasa 6 metrów – 7 – Ylliam VII (Henri Copponex, Émile Lachapelle, André Firmenich, Charles Stern, Marcel Stern)
- Helsinki 1952 – klasa 6 metrów – 6 – Ylliam VIII (André Firmenich, Charles Stern, François Chapot, Marcel Stern)
- Meksyk 1968 – klasa 5,5 metra –  – (Bernard Dunand, Marcel Stern)

## Literatura dodatkowa
- Louis Noverraz n′est plus. „Tribune de Genève”, s. 15, 1972-05-16. (fr.).